# Peter Kox
Peter Kox (Eindhoven, 23 de febrero de 1964) es un piloto de automovilismo neerlandés.
Kox ha acumulado experiencia en las carreras de autos deportivos, después de que una carrera en la Fórmula 1 no fuera posible. Hoy es solicitado como conductor para marcas como Aston Martin, Lamborghini y Spyker.

## Carrera

### 2008
- 24 Horas de Le Mans
- Le Mans Series
- Campeonato FIA GT
- American Le Mans Series

### 2007
- 24 Horas de Le Mans
- Campeonato FIA GT

### 2006
- 2º en la Le Mans Series
- 24 Horas de Le Mans en un Ferrari 550
- 4º en las 24 Horas de Spa en un Aston Martin
- Con Spyker en las 12 Horas de Sebring y las 24 Horas de Dubái en la clase FIA GT

### 2005
- Ganador de los 1000 km de Silverstone como parte de la Le Mans Series en un Ferrari 550
- Carrera de American Le Mans Series de Laguna Seca
- Piloto de pruebas oficial de Lamborghini

### 2004
- Carreras de FIA GT con Lamborghini Murciélago
- 24 Horas de Le Mans con Ferrari

### 2003
- Ganador de las 24 Horas de Le Mans en la clase GT1 con un Ferrari
- 5° en el campeonato American Le Mans Series

### 2002
- Piloto de fábrica de Spyker en FIA GT
- American Le Mans Series con Prodrive Ferrari

### 2001
- Campeón del ETCC en un BMW 320i con 3 victorias
- FIA GT en un Ferrari F550 Maranello

### 2000
- Piloto de fábrica de Honda en Euro STC (4º en la general)

### 1998-1999
- Piloto oficial de Honda: una victoria, 7º en el campeonato ('99)

### 1997
- 3° en la general en la carrera de las 24 Horas de Le Mans con McLaren F1/BMW Schnitzer
- 6º en el Campeonato del Mundo FIA GT con un McLaren BMW
- Varias carreras en el BTCC para BMW Team Schnitzer

### 1996
- 4º en la carrera de las 24 Horas de Le Mans con McLaren F1/BMW privado (con Nielsen/Bscher)
- 2º en la carrera de las 24 Horas de Spa con BMW Schnitzer
- Piloto de pruebas de BMW para STW y McLarenF1

### 1995
- 2º en STW con BMW Team Schnitzer
- 1° en carrera de las 24 Horas de Spa-Francorchamps con BMW Schnitzer

### 1993
- Campeón DTCC en un BMW con 5 victorias

### 1990-1992
- 3º en el Campeonato Británico de Fórmula 3
- F3000

### 1989
- Campeón de Europa Opel-Lotus 8 victorias

### 1987
- 5º en el Campeonato Británico de Fórmula 3